# Vlada Ruske Federacije
Vlada Ruske Federacije (ruski: Правительство Российской Федерации) je izvršna vlast u Ruskoj Federaciji. Na čelu joj je predsjednik vlade, a podređeni su mu dopredsjednici vlade te ministri. Moć i ovlasti Vlade Ruske Federacije izviru iz VI. poglavlja Ustava Ruske Federacije naslovljenog O Vladi Ruske Federacije. Sjedište Vlade Ruske Federacije je u Bijeloj kući u Moskvi.